# زدایش (ریزساخت)

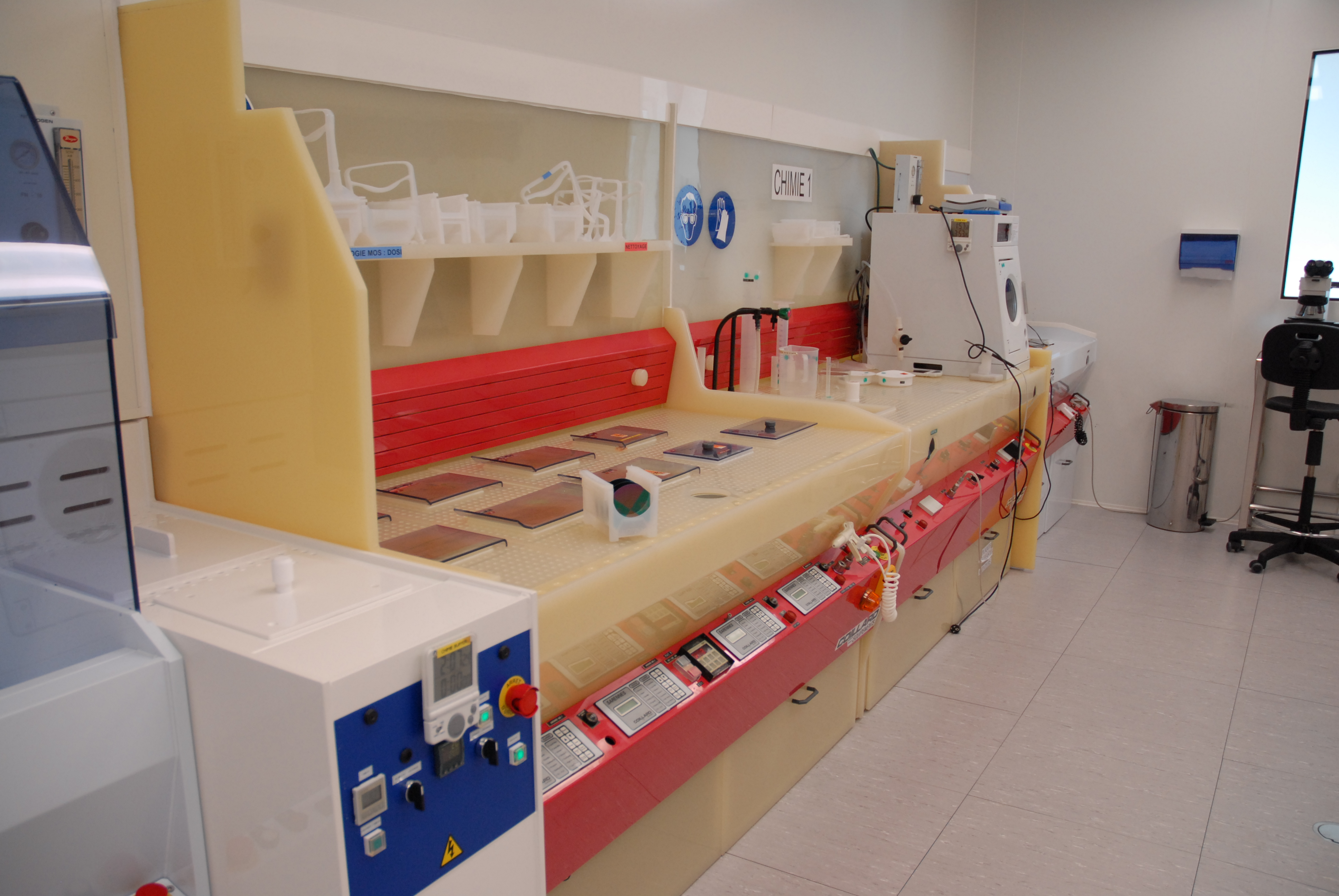
مخزن‌هایی که برای فرایند زدایش مورد استفاده قرار می‌گیرد

زُدایش یا اِچینگ (به انگلیسی: Etching) فرایندی شیمیایی در میکروساخت است که برای حذف لایه‌هایی از سطح ویفرها مورد استفاده قرار می‌گیرد. زدایش یک فرایند فوق حیاتی در ساخت ویفرهاست و هر ویفر قبل از آماده شدن چندین مرتبه «زدایش» می‌شود. زدایش در حقیقت نوعی فرایند لایه برداری دقیق به کمک مواد شیمیایی خورنده است.
در بسیاری از مراحل زدایش، از یک ماده به عنوان «ماسک» یا «محافظ» که در مقابل ماده خورنده مقاوم است استفاده می‌شود تا قسمت‌هایی خاصی تحت تأثیر قرار نگیرد. در بعضی موارد ماده مورد استفاده برای ماسک، یک لاک نوری (به انگلیسی: Photoresist) است که توسط فرایند طرح‌نگاری نوری (به انگلیسی: Photolithography) الگوی مورد نظر ایجاد می‌شود. در بعضی موارد نیاز به ماسکی با مقاومت بیشتر مانند سیلیکون نیترید است.
در اصل در فرایند تولید یک ریزساختار ابتدا ماسک مورد نظر که معمولاً لایه‌ای از کروم بر روی یک لایه شیشه است با کمک یک لایهٔ نگاتیو مانند، طرح دلخواه را پیدا می‌کند. سپس از این ماسک برای ساخت الگوی مورد نظر بر روی لایه فیلم نازک با استفاده از طرح‌نگاری‌نوری استفاده می‌شود. بعد از این مرحله است که فرایند زدایش به منظور پیش روی در زیر لایه فیلم نازک و درون ویفر پایه سیلیکون آغاز می‌شود.

## مزایا و معایب
به منظور ایجاد یک حفره در یک ماده به کمک «زدایش» می‌توان عمق این حفره را با توجه به زمان فرایند و همچنین نرخ «زدایش» مشخص کرد. در حالت کلی، در «زدایش» بالاترین لایه ماده باید به‌طور کلی از بین برود بدون آنکه به لایه‌های زیرین آسیبی برسد. دقت این فرایند به نرخ «زدایش» لایه سطحی و لایه‌های زیرین وابسته است. (گزینندگی)
در بعضی فرایندهای زدایش، لایه ماسک زیربرش (به انگلیسی: undercut) می‌شود و دیواره‌های شیبداری زیر ماسک شکل می‌گیرد. به فاصله‌ای از سطح زیرین ماسک که توسط ماده شیمیایی خورده شده‌است «بایاس» می‌گویند. به مواد شیمیایی که موجب به وجود آمدن بایاس زیادتری می‌شوند، همسان‌گرد (به انگلیسی: isotropic) می‌گویند، چرا که این مواد لایه زیرین ماسک را در همه جهات به‌طور یکسان از بین می‌برند. در فرایندهای نوین‌تر، به دلیل تمایل به ایجاد خوردگی‌های دقیق با دیواره‌های تیزتر، استفاده از مواد ناهمسان‌گرد ارجحیت دارد.
| گزینندگی  |  | لایهٔ آبی رنگ: لایه ای که باید باقی بماند 1. در زدایش گزینندگی ضعیف، لایه سطحی از بین می‌رود اما به لایه زیرین نیز آسیب می‌رسد. 2. در زدایش گزینندگی دقیق، لایه سطحی از بین می‌رود بدون اینکه سطح زیرین آسیب ببیند. |
| همسان‌گردی |  | لایه قرمز رنگ: لایه ماسک لایه زرد رنگ: لایه‌ای که باید حذف شود. 1. یک ماده همسان‌گرد حفره‌ای با دیواره‌های منحنی در لایه زیرین ایجاد می‌کند. 2. یک ماده ناهمسان‌گرد حفره‌ای با دیواره‌های عمودی و دقیق ایجاد می‌کند.     |

## فناوری و محیط زدایش
دو نوع روش اصلی زدایش‌گری (ماده خورنده) عبارتند از: فاز-مایع (مرطوب) و فاز-پلاسما (خشک). هرکدام از این روش‌ها خود به شیوه‌های متنوعی اجرا می‌شوند.

### زدایش مرطوب
در اولین فرایندهای زدایش از مواد فاز مایع (مرطوب) استفاده شده‌است. ویفر در حمامی از ماده خورنده غوطه ور می‌شود در حالی که برای دستیابی به کنترل خوبی از فرایند، ماده خورنده در حالت شناوری و آشفتگی است. در این فرایند قسمت‌هایی از ماده که توسط ماسک پوشانده نشده باشند از بین می‌روند. برای نمونه، یک ساختار دولایه شامل سیلیکن دی‌اکسید بر روی زیرلایه سیلیکُن توسط هیدروفلوئوریک اسید زدایش می‌شود.
موادی که در این روش استفاده می‌شوند معمولاً همسان‌گرد هستند که موجب پدیدار شدن بایاس زیادی می‌شوند. در این حالت، زباله‌های سمی زیادی تولید می‌شود. به همین دلیل است که امروزه کمتر مورد استفاده قرار می‌گیرد. البته در بعضی کاربردهای عکاسی، همچنان از روشی مشابه این روش استفاده می‌شود.
به عنوان روش جایگزین غوطه وری، با در نظر گرفتن اصل برنولی (اگر سرعت یک سیال افزایش پیدا کند، فشاری که بر یک سطح وارد می‌کند کاهش می‌یابد و وارون آن نیز برقرار است)، یک طرف ویفر توسط یک ماده گازی مثل نیتروژن خالص احاطه می‌شود تا از آن محافظت کند در حالی که ماده خورنده تنها به سمت دیگر ویفر اعمال شده‌است.

#### زدایش ناهمسانگرد
این روش از خاصیت بلوری مواد برای زدایش در جهت دلخواه بهره می‌برد. در این روش ماده خورنده در جهات مختلف با سرعت‌های مختلف عملیات زدایش روی ویفر را انجام می‌دهد. عبارت «زدایش بلورنگاری» به معنای زدایش ناهمسان‌گرد در راستای صفحه‌های کریستال است. برای برخی از موادی که خاصیت بلوری ندارند، مانند شیشه، روش‌های غیرمتعارفی وجود دارد که همانند روش‌های ناهمسان‌گرد زدایش انجام شود.
در ویفرهای سیلیکن تک بلوری، اتم‌های سیلیکن در به صورت یک شبکه بلوری کنار یکدیگر قرار گرفته‌اند. شبکه کریستال شامل صفحه‌هایی است که چگالی اتم در این صفحه‌ها متغیر است. در نتیجه سرعت زدایش مواد در جهت‌های مختلف با توجه به صفحه‌های بلوری می‌تواند متفاوت باشد. در یک فرایند زدایش ناهمسان‌گرد موفق، سرعت زدایش ماده خورنده و جهت قرارگیری صفحات کریستال باید هماهنگ باشد. در این روش به جای دیواره‌ها و لبه‌های منحنی، دیواره‌هایی مستقیم با دقت بالا می‌تواند ایجاد شود.

### زدایش پلاسما
در شاخهٔ یکپارچه سازی در مقیاس کلان به جای استفاده از روش زدایش مرطوب از روش پلاسما استفاده می‌شود. در این روش به جای استفاده یک مایع شیمیایی خورنده، از پلاسما یا یک گاز خورنده برای زدایش استفاده می‌شود. کاشتن و برداشتن سطح در این روش به‌طور همزمان می‌تواند انجام شود. زدایش‌گرهای پلاسما با اعمال تغییرات در پارامترهای پلاسما در حالت‌های مختلفی می‌توانند عمل کنند. در روش‌های معمول زدایش پلاسما در فشار بین ۰٫۱ تا ۵ تُور انجام می‌شود. پلاسما رادیکال‌های آزاد پرانرژی، بدون بار، آزاد می‌کند و این رادیکال‌های آزاد در سطح ویفر واکنش می‌دهند. به دلیل خنثی بودن این ذرات جهت حرکت و حمله آن‌ها به سمت ویفر در زوایای مختلفی انجام می‌شود. در نتیجه این روش همسان‌گرد است. این روش شباهت زیادی به روش کندوپاش دارد.

## مطالعه بیشتر
- Jaeger, Richard C. (2002). "Lithography". Introduction to Microelectronic Fabrication (2nd ed.). Upper Saddle River: Prentice Hall. ISBN 978-0-201-44494-0.
- Ibid, "Processes for MicroElectroMechanical Systems (MEMS)"